# Le Boucq de Beaudignies
Le Boucq de Beaudignies is een geslacht waarvan leden vanaf 1640 in de adelstand werden verheven en waarvan een lid in 1845 werd erkend te behoren tot de (moderne) Belgische adel.

## Geschiedenis

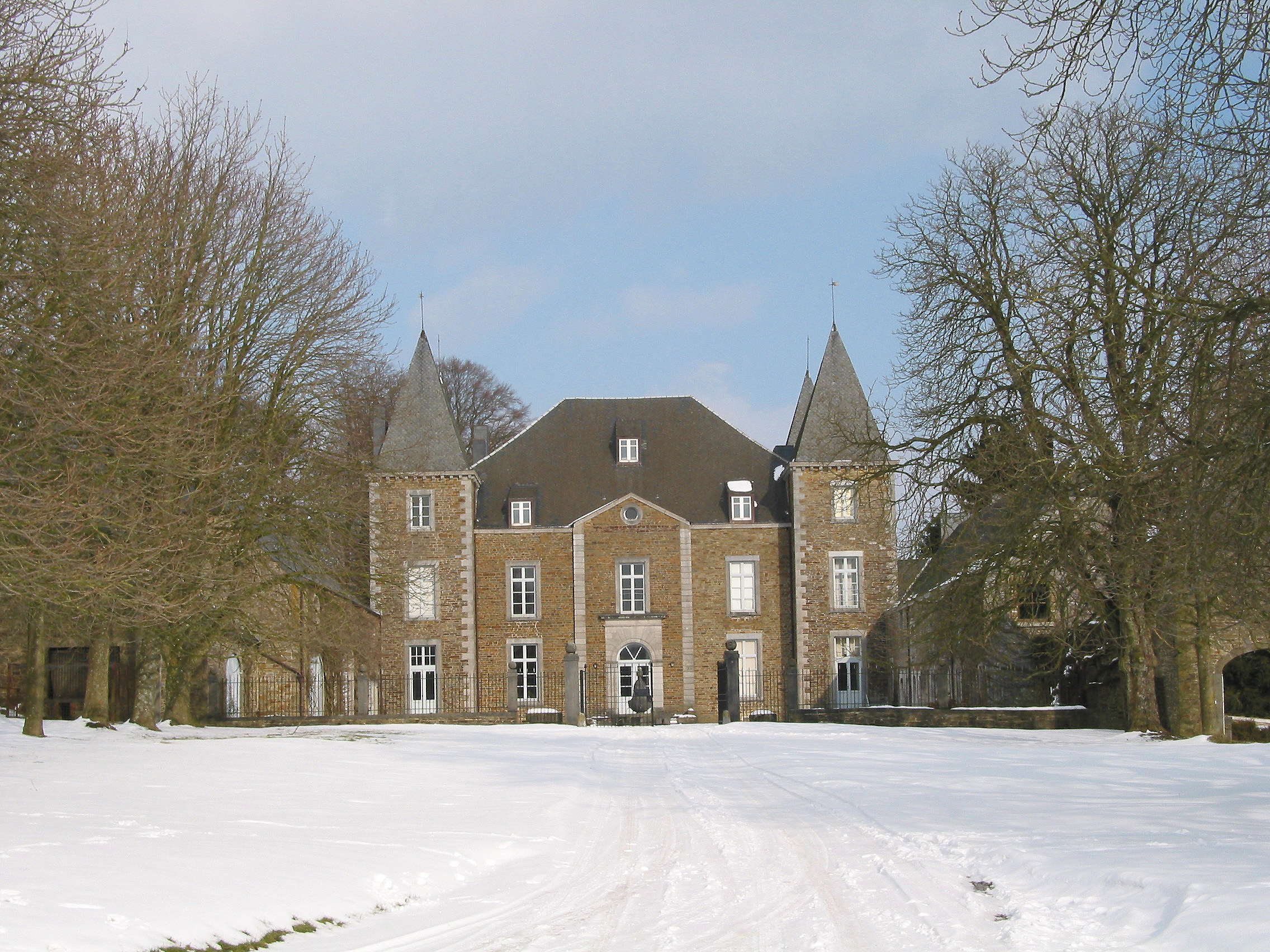
Het kasteel van Skeuvre in 2005

De stamreeks gaat terug tot Noël le Boucq (1490-1567) die in 1490 voor het eerst wordt vermeld vanwege zijn geboorte in Valenciennes. In die laatste stad vervulden leden de functie van onder andere schepen van de 16e tot de 18e eeuw. Vanaf de 17e eeuw volgden adelsverheffingen en in 1845 erkenning in de Belgische adel met de titel van burggraaf overgaande bij eerstgeboorte. Vanaf de 20e eeuw vonden huwelijken plaats met leden van de Franse adel en vestigden nazaten zich in Frankrijk. Anno 2018 waren er nog elf mannelijke telgen in leven, de laatste geboren in 2016.
Door huwelijk in 1886 met de erfvrouw jkvr. Aline de Thier dit de Skeuvre (1863-1961) kwam kasteel Skeuvre in bezit van dit geslacht dat het nog steeds bewoont; het domein is sinds 1663 in bezit van het voorgeslacht en steeds vererfd, het kasteel zoals dat anno 2018 bestaat is gebouwd/verbouwd rond 1720 en 1850.

### Adelsbesluiten
- In 1640 werd door koning Filips IV van Spanje adelsverheffing verleend aan Henri le Boucq, schepen van de Vlaamse stad Valenciennes.
- In 1659 werd aan de zelfde de titel ridder verleend. Dit bleef zonder gevolg omdat hij naliet de open brieven te lichten.
- In 1817 verleende koning Lodewijk XVIII van Frankrijk de titel burggraaf, overdraagbaar bij eerstgeboorte, aan Philippe le Boucq de Beaudignies, kolonel bij de infanterie.

### Wapenbeschrijvingen
- 1640: Trois cattoires d'or, en un champ d'azur. Cimier: un lion d'or couronné rampant <au lieu du boucq avec deux aisles>.
- 1817: D'azur, à trois ruches d'or. L'écu timbré d'une couronne de vicomte.
- 1845: Écartelé, au premier et quatrième d'azur, à trois ruches d'or, posées deux et un, qui est de le Boucq, et au deuxième et troisième coupé de gueules et d'argent, qui est de Lanfranchi. L'écu timbré de la couronne de vicomte pour le titulaire, et pour les autres descendants d'un heaume d'argent, grillé, liseré et couronné d'or, fourré de gueules, aux hachements d'or et d'azur. Cimier: une chèvre naissante d'argent, placée entre un vol d'or. Devise: 'Maintenir fault' d'or, sur azur. [Supports:] de deux chèvres d'argent.

## Enkele telgen
- Marie Anne Joseph Charles burggraaf le Boucq de Beaudignies (Zinnik, 1 september 1792 - Sint-Joost-ten-Node, 14 juli 1874) was burgemeester van Diegem. Hij was een zoon van burggraaf Philippe le Boucq (zie hierboven) en van Marie-Colette de Lanfranchi. Hij trouwde in Zaventem in 1824 met jkvr. Julie della Faille (1793-1867), dochter van François della Faille, burgemeester van Waarloos en van Zaventem. Hij werd in 1845 erkend in de Belgische erfelijke adel, met de titel burggraaf overdraagbaar bij eerstgeboorte.
  - Jules burggraaf le Boucq de Beaudignies (1831-1905)
    - Fernand burggraaf le Boucq de Beaudignies (1857-1929), burgemeester van Natoye
      - Roger burggraaf le Boucq de Beaudignies (1889-1972), burgemeester van Natoye
        - Rolland burggraaf le Boucq de Beaudignies (1933-2005), laatste burgemeester van Natoye, burgemeester van Hamois
          - Jhr. Wenceslas le Boucq de Beaudignies (1957-1999)
            - Simon burggraaf le Boucq de Beaudignies (1987), chef de famille

### Adellijke allianties

#### Belgische adel
- Della Faille (1824), Heynderycx (1856), Osy de Zegwaart (1886), De Thier (1886), De Kerchove de Denterghem (1891), De Lhoneux (1977), Houtart (1981), De Pierpont (1983 en 2013), Powis de Tenbossche (1988), De Montpellier d'Annevoie Hennequin de Villermont (2012)

#### Franse adel
- De Lévis-Mirepoix [tevens Duque de San Fernando Luis] (1926), De Talhouët de Boisorhand (1955), De Beaudreuil (2010), Guiller de Souancé (2013)

### Bezittingen
- Kasteel van Skeuvre